# Don Sharp
Don (Donald) Sharp (Hobart, 19 aprile 1922 – 18 dicembre 2011) è stato un regista, sceneggiatore e produttore cinematografico britannico.

## Biografia
I suoi film più famosi furono realizzati per la Hammer Film Productions negli anni sessanta: fra questi, da segnalare Il mistero del castello (1962) e Rasputin il monaco folle (1965). Nel 1965 diresse anche Fu Manchu A.S.3 - Operazione tigre, che racconta le avventure di Fu Manchu, il personaggio ideato da Sax Rohmer e qui interpretato da Christopher Lee, che fu probabilmente il suo più grande successo. 
Fra le sue altre opere, da ricordare la spy-story brillante Il nostro uomo a Marrakesh (1966),  la storia fantastica Quei fantastici pazzi volanti (1967) e il remake del 1978 de I 39 scalini, in una versione con Robert Powell nel ruolo di Richard Hannay.
Sharp interpretò anche la parte di Stephen "Mitch" Mitchell nella serie di fantascienza Journey Into Space, trasmessa dalla BBC nel 1953.
Morì nel 2011, all'età di 90 anni, dopo un breve ricovero ospedaliero.

## Filmografia

### Cinema
- The Stolen Airliner (1955)
- The Golden Disc (1958)
- The Adventures of Hal 5 (1958)
- The Professionals (1959)
- Linda (1960)
- Two Guys Abroad (1962)
- It's All Happening (1963)
- Il mistero del castello  (The Kiss of the Vampire) (1962)
- Witchcraft (1964)
- La nave del diavolo (The Devil-Ship Pirates) (1964)
- La maledizione della mosca (Curse of the Fly) (1965)
- Fu Manchu A.S.3 - Operazione tigre (The Face of Fu Manchu) (1965)
- Rasputin il monaco folle (Rasputin: The Mad Monk) (1966)
- Il nostro uomo a Marrakesh (Our Man in Marrakesh) (1966)
- Il giorno dei fazzoletti rossi (The Brides of Fu Manchu) (1966)
- Quei fantastici pazzi volanti (Rocket to the Moon) (1967)
- The Violent Enemy (1967)
- A Taste of Excitement (1970)
- La scala della follia (Dark Places) (1973)
- Psychomania (1973)
- Agente Callan, spara a vista (Callan) (1974)
- Il giorno più lungo di Scotland Yard (Hennessy) (1975)
- I 39 scalini (The Thirty Nine Steps) (1978)
- L'isola della paura (Bear Island) (1979)
- What Waits Below (1985)